# Változás (Zoltán Erika-album)
A Változás című lemezre a négy új dal mellett négy korábbi dal került fel.

## Az album dalai[1]
1. A nő egyedül nem nő (Krajczár Péter-Kolozsvári Tamás-Tabár István)
2. Változás (Krajczár Péter-Kolozsvári Tamás-Tabár István)
3. Nekünk 8 (Krajczár Péter-Mészáros László-Tabár István)
4. Vele minden más (Krajczár Péter-Kolozsvári Tamás-Tabár István)
5. Szerelemre születtem 2013 (N. Tony-S. Brosi-Jávor Andrea)
6. Zuhanunk (Zsenya-Tabár István)
7. Szerelem kéne (Tabár István-Erica C.-Robby D.)
8. Csak te vagy (Tabár István-Duba Gábor)